# Renny Vega
Renny Vicente Vega Hernández (Acarigua, 4 luglio 1979) è un ex calciatore venezuelano, di ruolo portiere.